# Список самых кассовых кинорежиссёров
Ниже приводится неполный список кинорежиссёров с самыми высокими кассовыми сборами в их кинокарьере по состоянию на 16 августа 2023 года.
В списке не учитывается инфляция.
| Место | Режиссёр        | Мировые кассовые сборы | Самый кассовый фильм                                 | Пр.         |
| ----- | --------------- | ---------------------- | ---------------------------------------------------- | ----------- |
| 1     | Стивен Спилберг | $10 683 080 015        | $1 045 573 035 (Парк юрского периода)                | [ 2 ]       |
| 2     | Джеймс Кэмерон  | $8 704 402 553         | $2 923 706 026 (Аватар)                              | [ 3 ]       |
| 3     | Братья Руссо    | $6 840 246 172         | $2 794 731 755 (Мстители: Финал)                     | [ 4 ] [ 5 ] |
| 4     | Питер Джексон   | $6 537 879 808         | $1 121 386 981 (Властелин колец: Возвращение короля) | [ 6 ]       |
| 5     | Майкл Бэй       | $6 495 846 196         | $1 123 794 079 (Трансформеры 3: Тёмная сторона Луны) | [ 7 ]       |
| 6     | Дэвид Йейтс     | $6 349 119 848         | $1 315 363 647 (Гарри Поттер и Дары Смерти. Часть 2) | [ 8 ]       |
| 7     | Кристофер Нолан | $5 595 403 700         | $1 082 228 107 (Тёмный рыцарь: Возрождение легенды)  | [ 9 ]       |
| 8     | Дж. Дж. Абрамс  | $4 648 965 502         | $2 064 615 817 (Звёздные войны: Пробуждение силы)    | [ 10 ]      |
| 9     | Тим Бёртон      | $4 420 588 088         | $1 025 491 110 (Алиса в Стране чудес)                | [ 11 ]      |
| 10    | Ридли Скотт     | $4 362 180 557         | $653 609 107 (Марсианин)                             | [ 12 ]      |